# مصطفى العبادي
مصطفى عبد الحميد العبادي (10 أكتوبر 1928 - 13 فبراير 2017) هو عالم آثار ومؤرخ مصري.

## الحياة الشخصية
والده هو عبد الحميد العبادي مؤرخ وعميد كلية الآداب الأسبق بجامعة الإسكندرية.

## التعليم
حصل على شهادة الآداب من قسم التاريخ جامعة الإسكندرية عام 1951 وحصل على درجة دكتوراه الفلسفة في الحضارة اليونانية والرومانية من جامعة كمبريدج عام 1961.

## الحياة العملية
تدرج في وظائف هيئة التدريس في جامعة الإسكندرية إلى أن حصل على درجة الأستاذية عام 1972، وتولّى منصبي رئيس القسم عام 1972 ووكيل كلية الآداب لشؤون الطلاب في الفترة من 1976 – 1979 م.

## العضويات
- عضو بالمجمع العلمي المصري ورئيس جمعية الآثار بالإسكندرية
- عضو الهيئة الدولية البردية ومركزها بروكسل ببلجيكا
- عضو بالجمعية الأمريكية للدراسات البردية ب نيويورك
- عضو مراقب بالمجلس الدولي للدراسات الفلسفية والإنسانية
- عضو مجلس إدارة الجمعية المصرية للدراسات التاريخية (77 – 1979)
- عضو بالجمعية المصرية للآثار القبطية
- عضو اللجان التحضيرية لمشروع إحياء مكتبة الإسكندرية القديمة
- عضو اللجنة القومية لإحياء مكتبة الإسكندرية القديمة
- عضو اللجنة العليا للتاريخ والآثار بالمجلس الأعلى للثقافة
- عضو اللجنة الدائمة للآثار.

## المؤلّفات
(كتاب المرجعية، كتاب مكتبة الإسكندرية القديمة والذي نشرته مكتبة الأنجلو عام 1977 وأهداه إلى روح والده الأستاذ عبد الحميد العبادي. ومن قراءة هذا الكتاب يتضح مقدار الحيوية والنشاط التي عرفتها الإسكندرية القديمة في مجالات الفكر والثقافة والعلم، كما ألّف كتاباً عنوانه «مصر من الإسكندر الأكبر حتى الفتح العربي»، وكتاب آخر عنوانه"Alexandria of Library Ancient the of fate and life" وطبعته اليونسكو وتُرجم إلى اللغات الفرنسية والألمانية والأسبانية كما طبع أيضاً باللغة العربية. بالإضافة إلى مصر والإمبراطورين الربوتان وترجمة القاهرة مدينة الفن والتجارة – تأليف جاستون فيبت ومؤلفات أخرى بحثية ونشر للوثائق البردية بخلاف المشاركة في العديد من المؤتمرات المصرية والدولية.

## البحوث
بحوث منشورة في دوريات ومجلات علمية أو في أعمال المؤتمرات العالمية والإقليمية والمحلية:
- «نشأة الفكر التاريخ وتطوره» عالم الفكر 2001 (الكويت).
- «ديمقراطية الأثبنيين» عالم الفكر، الكويت 1992م.
- The making of world map:"bull of the bibliotheca Alexandria the problem Of the senate of Alexandria ,bull of arch.souiety of Alexandria (1994)

## الجوائز
- حصل على جائزة الدولة التقديرية في العلوم الاجتماعية لعام 1998
- فاز يوم الاثنين 26 غشت 2013 بجائزة النيل للعلوم الاجتماعية.
- حصل على جائزة كفافي في الدراسات اليونانية عام 1997

## وصلات خارجية
- مصطفى العبادي على موقع أرشيف الشارخ.
- مفاجأة يفجرها الدكتور مصطفى العبادى إحياء مكتبة الإسكندرية فكرتى.. وكتبة السلطان نسبوها للهانم